# Христо Кръстев
Христо Кръстев Николов е български офицер, водач на Силистренския бунт през 1887 година.

## Биография
Кръстев е между първите командни кадри в сформиращата се армия на Княжество България. През 1879 година той завършва Военното училище в София. Служи в Двадесет и трета пехотна русенска дружина. Получава допълнително обучение в Кронщат, Русия, откъдето се завръща през 1885 година. През същата година взема участие в Сръбско-българската война като командир на втора дружина от Пети пехотен дунавски полк. След Сливнишкото сражение действа в състава на разузнавателния отряд на ротмистър Анастас Бендерев по склоновете на Чепън и Видлич.
Няколко месеца след абдикацията на княз Александър I и установяването на Регентството, капитан Кръстев е началник на гарнизона в Силистра. Противник на политиката на конфронтация с Русия, в началото на 1887 година той застава начело на местен комитет от офицери, чиновници и общественици, който подготвя въоръжено въстание срещу регентите под ръководството на политически емигранти от Букурещ. Разкрит и отчислен от командването със заповед на военния министър, на 16 февруари Кръстев вдига преждевременно бунта, овладявайки за кратко града. Опитът му да привлече подкрепа от Шуменския гарнизон пропада, а свиканите запасни войници се обръщат срещу самия него. Убит е при потушаването на бунта.

## Военни звания
- Прапоршчик (10 май 1879)
- Подпоручик (1 ноември 1879, преименуван)
- Поручик (30 август 1882)
- Капитан